# (11496) Grass
(11496) Grass (1989 AG7) – planetoida z pasa głównego asteroid okrążająca Słońce w ciągu 4,23 lat w średniej odległości 2,61 j.a. Odkryta 10 stycznia 1989 roku.